# 蒙澤縣 (贊比亞)

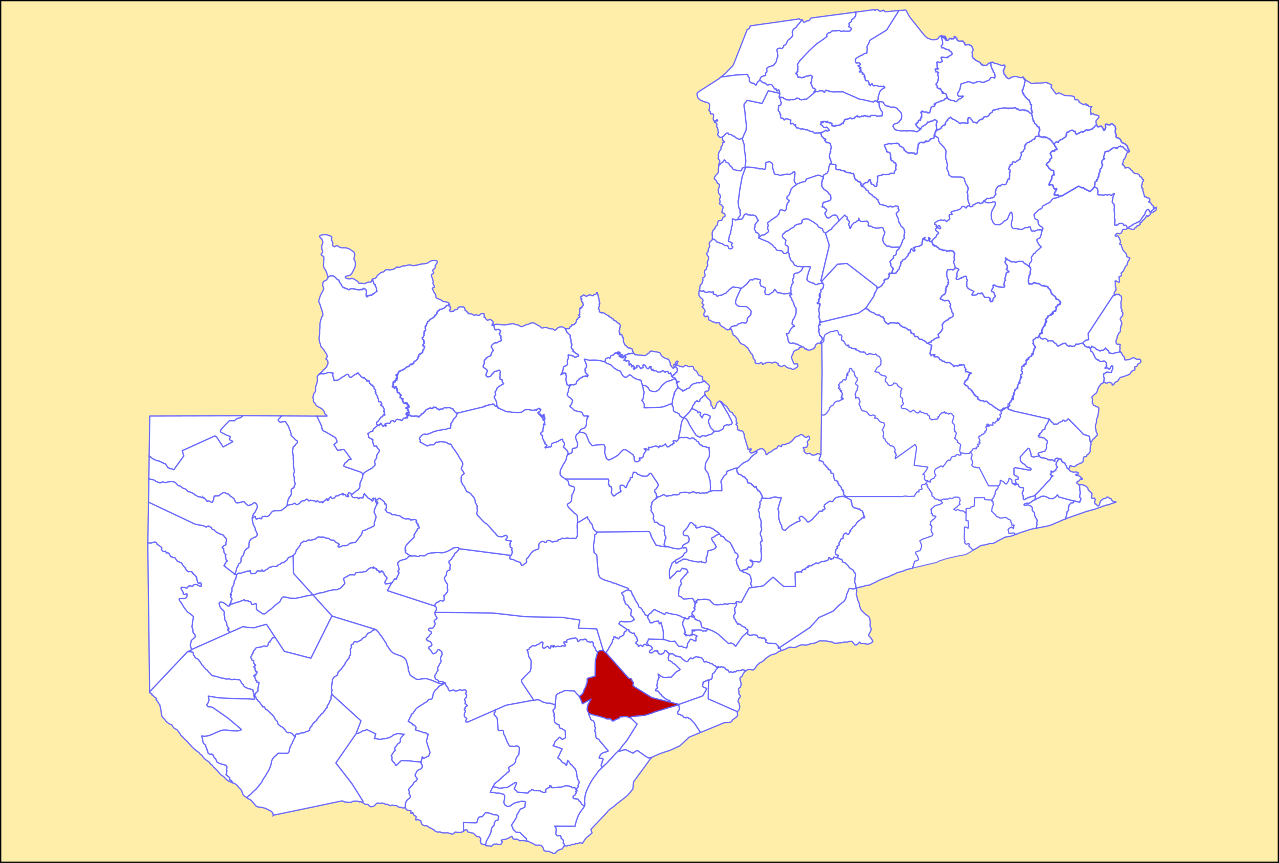

16°00′S 27°15′E / 16.000°S 27.250°E
蒙澤縣（英語：Monze District），是贊比亞的縣份，位於該國南部，由南部省負責管轄，首府設於蒙澤，面積4,854平方公里，2010年該縣份人口191,872，人口密度每平方公里39.5人。